# Pieve di Cento

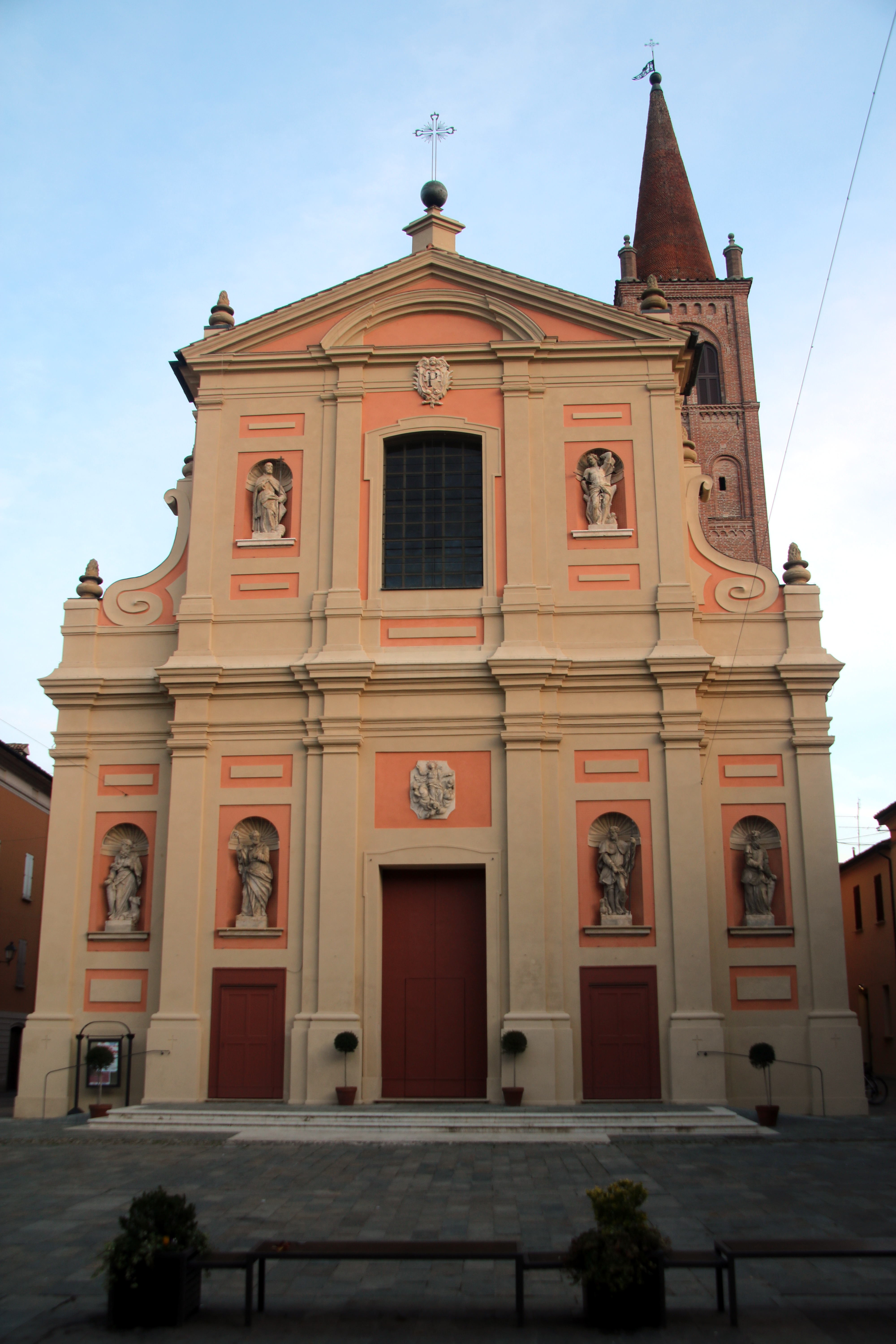
Kirche St. Marien

Pieve di Cento ist eine italienische Gemeinde (comune) in der Metropolitanstadt Bologna in der Emilia-Romagna mit 7326 Einwohnern (Stand 31. Dezember 2023).

## Geografie
Die Gemeinde liegt etwa 23,5 Kilometer nördlich von Bologna und etwa 28 Kilometer südwestlich von Ferrara am Reno. Pieve di Cento grenzt unmittelbar an die Provinz Ferrara.

## Persönlichkeiten
- Franco Cavicchi (1928–2018), Boxer